# Kirchdorf am Inn, Oberösterreich
Kirchdorf am Inn är en ort och kommun i Österrike. Den ligger i distriktet Ried im Innkreis i förbundslandet Oberösterreich, 230 kilometer väster om huvudstaden Wien. Kommunen gränsar i norr mot floden Inn som här utgör gräns mot Bayern i Tyskland.
Kommunen består av sju orter (Ortschaften) (inom parentes invånarantal 1 januari 2024):

- Graben (67)
- Katzenberg (129)
- Katzenbergleithen (54)
- Kirchdorf am Inn (263)
- Pirath (54)
- Simetsham (37)
- Ufer (69)